# Fravitas de Constantinople
Fravitas, Flavitas ou Fravitta fut patriarche de Constantinople de décembre 489 à mars 490.

## Biographie
Prêtre de l'église Sainte-Thècle, dans la banlieue de Constantinople, il succéda au patriarche Acace, qui avait promulgué en 482 l'Hénotique, anathématisé en 484 par le pape Félix III. Acace avait effacé le pape des diptyques de l'Église de Constantinople. De son côté le patriarche d'Alexandrie, Pierre Monge, avait souscrit à l'Hénotique, mais le considérait comme un acte d'annulation du concile de Chalcédoine, qu'il dénonçait ouvertement. Dès son avènement, Fravitas adressa une lettre synodique aux deux, où il déclarait hérétiques Nestorius et Eutychès. Mais il ne parlait ni de l'Hénotique, ni d'Acace, ni des relations maintenues avec Pierre Monge, ce qui ne pouvait satisfaire le pape ; ni du concile de Chalcédoine, ni du pape Léon Ier, ce qui ne pouvait que rebuter Pierre Monge. Le pape Félix III fut d'ailleurs très irrité quand on lui communiqua la lettre à Pierre Monge. De toute façon, Fravitas mourut avant d'avoir reçu réponse à ses lettres.